# Франклін-Парк (Пенсільванія)
Франклін-Парк (англ. Franklin Park) — місто (англ. borough) в США, в окрузі Аллегені штату Пенсільванія. Населення — 15 479 осіб (2020).

## Географія
Франклін-Парк розташований за координатами 40°35′32″ пн. ш. 80°5′55″ зх. д. / 40.59222° пн. ш. 80.09861° зх. д. (40.592120, -80.098726).  За даними Бюро перепису населення США в 2010 році місто мало площу 35,03 км², з яких 35,02 км² — суходіл та 0,01 км² — водойми.

## Демографія
Згідно з переписом 2010 року, у селищі мешкало 13 470 осіб у 4723 домогосподарствах у складі 3883 родин. Густота населення становила 384 особи/км².  Було 4882 помешкання (139/км²).
Расовий склад населення:
| - 86,8 % — білих - 10,4 % — азіатів - 1,2 % — чорних або афроамериканців - 0,1 % — вихідців з тихоокеанських островів - 0,1 % — корінних американців |

До двох чи більше рас належало 1,2 %. Частка іспаномовних становила 1,5 % від усіх жителів.
За віковим діапазоном населення розподілялося таким чином: 29,3 % — особи молодші 18 років, 59,9 % — особи у віці 18—64 років, 10,8 % — особи у віці 65 років та старші. Медіана віку мешканця становила 40,9 року. На 100 осіб жіночої статі у селищі припадало 97,0 чоловіків;  на 100 жінок у віці від 18 років та старших — 95,5 чоловіків також старших 18 років.
Середній дохід на одне домашнє господарство  становив 147 118 доларів США (медіана — 115 278), а середній дохід на одну сім'ю — 165 733 долари (медіана — 133 897). За межею бідності перебувало 1,8 % осіб, у тому числі 1,2 % дітей у віці до 18 років та 2,2 % осіб у віці 65 років та старших.
Цивільне працевлаштоване населення становило 6742 особи. Основні галузі зайнятості: освіта, охорона здоров'я та соціальна допомога — 27,1 %, науковці, спеціалісти, менеджери — 19,5 %, фінанси, страхування та нерухомість — 11,6 %, виробництво — 8,2 %.